# 原田真由子
原田 真由子（はらだ まゆこ、1984年 - ）は、大阪府出身の劇団四季の女優。

## 人物
小学生の頃からクラシックバレエを始め法村友井バレエ学校で学ぶ。「ライオンキング」の観劇をきっかけに四季を目指し、2007年に研究所入所。「キャッツ」タントミールで四季の初舞台を踏む。キャッツ横浜公演のチラシにヴィクトリア役として載る。

## 舞台
- キャッツ（タントミール・ヴィクトリア・ディミータ）
- ウェストサイド物語（エステラ）
- ウィキッド（アンサンブル）